# Mount Early
Mount Early är ett berg i Antarktis. Det ligger i den centrala delen av kontinenten. Nya Zeeland gör anspråk på området. Toppen på Mount Early är 2 720 meter över havet.
Terrängen runt Mount Early är kuperad österut, men västerut är den platt. Området är obefolkat.